# Tapoides villamilii
Tapoides es un género monotípico de lianas perteneciente a la familia de las euforbiáceas. Su única especie, Tapoides villamilii, es originaria de Borneo.

## Descripción
Son árboles que alcanzan un tamaño de hasta 30 m de altura, tronco de hasta 12 m y hasta 20 cm de diámetro. Con látex de color rosa. La corteza exterior lisa, de color grisáceo moteado con blanco, corteza interior amarillenta a rosada, quebradiza; la albura amarillenta pálida a ocre con estípulas. Las hojas elípticas (a obovadas un poco), simétricas, coriáceas, con la base anchamente cuneada, ápice ligeramente emarginado a acuminadao, ambas superficies lisas, pronto glabras. Inflorescencias de hasta 15 cm de largo. Flores estaminadas de 8 mm de diámetro. Frutas de 1,6 por 2,1 cm.

## Distribución
Es endémica de Borneo (Sabah y Sarawak).

## Hábitat y ecología
Se encuentra en los bosques primarios de tierras bajas con dipterocarpáceas en suelo marrón o cerca de los manglares; a una altitud de 4-70 metros.

## Taxonomía
Tapoides villamilii fue descrita por (Merr.) Airy Shaw y publicado en Kew Bulletin 14: 473. 1960.
Sinonimia
- Ostodes villamilii Merr.
- Tapoidea villamilii (Merr.) Airy Shaw	[4]